# Závadka (okres Gelnica)
Závadka je obec na Slovensku v okrese Gelnica, ve Volovských vrších. Žije v ní 634 obyvatel. První písemná zmínka o vesnici pochází z roku 1200. Ve vsi stojí řeckokatolický barokně-klasicistní chrám svatého Michala Archanděla z let 1775–1778. V katastrálním území obce leží přírodní památka Závadské skalky.